# Seyssuel
Seyssuel é uma comuna francesa na região administrativa de Auvérnia-Ródano-Alpes, no departamento de Isère. Estende-se por uma área de 9,75 km². Em 2010 a comuna tinha 2 061 habitantes (densidade: 211,4 hab./km²).